# Victoria Thornley
Victoria Thornley (St Asaph, 30 novembre 1987) è una canottiera britannica, vincitrice della medaglia d'argento nel 2 di coppia a Rio de Janeiro 2016 in coppia con Katherine Grainger.

## Palmarès
- Olimpiadi

Rio de Janeiro 2016: argento nel 2 di coppia.
- Campionati del mondo di canottaggio

Bled 2011: bronzo nell'8.
Sarasota 2017: argento nel singolo.
- Campionati europei di canottaggio

Poznań 2015: bronzo nel 2 di coppia.
Račice 2017: oro nel singolo.